# Myxilla iotrochotina
Myxilla iotrochotina är en svampdjursart som först beskrevs av Topsent 1892.  Myxilla iotrochotina ingår i släktet Myxilla och familjen Myxillidae. Inga underarter finns listade i Catalogue of Life.